# Сиднејска опера
Сиднејска опера (енгл. Sydney Opera House) је позната грађевина која се налази у Сиднеју, Нови Јужни Велс, у Аустралији. Дана 28. јуна 2007. године је постала део UNESCO-ве Светске баштине.
Изградња опере је завршена 1973. године под руководством данскога архитекта, Јерна Уцона. Опера је једна од најистакнутијих грађевина 20. века, и једна од најпознатијих грађевина сценских уметности у свету. Опера се налази на месту Бенелонг, у оквиру сиднејске луке Џексон, смештене близу Сиднејског лучког моста. Грађевина, заједно са околином представља један од препознатљивих симбола Аустралије.
Сиднејска опера је дом Аустралијске националне опере, Сиднејске позоришне компаније, као и Сиднејског филхармонијског оркестра.
Пројектовао ју је дански архитект Јерн Уцон.

## Опис и изглед
Сиднејска опера је грађена у експресионистичком, модерном уметничком стилу, са серијом претходно направљених огромних бетонских „шкољки“ које су формирале кров грађевине. Опера покрива 18.000 квадратних метара (1,8 хектара) земље. Такође је дугачка 183, и 120 m широка (код најшире тачке). Опера лежи на 580 постављених стубова који су пободени на 25 m испод морске површине. Снабдева се струјом чија је потрошња једнака потрошњи града од 25.000 становника. Кровови опере су прекривени са 1,056 милиона блиставо белих и крем-белих шведских плочица, које се периодично одржавају и замењују.

## Историја изградње
Место на ком данас стоји опера је некада било место на ком се налазило утврђење које је уједно било и складиште. Након конкурса 1957, и рушења складишта 1958, изградња је почела наредне 1959. године. На конкурсу је победио дански архитекта Јерн Уцон. Након много потешкоћа и веома великих проблема на које су Уцон и његови помоћници наилазили током припрема, изградња је почела. Међутим, на самом почетку јавили су се нови проблеми. Нико до тада није направио ништа слично, те нису могли учити на грешкама других. Један од највећих архитектонских изазова биле су „шкољке“ по којима је Сиднејска опера данас позната у читавом свету. Наиме, за такав изазов био им је потребан потпуно нови начини изградње бетонских делова, јер се до тада већина бетонских делова на лицу места облагала дрвеном оплатом и онда пунила бетоном. За „шкољке“ такав поступак је био незамислив. Тада су Јерн и његови помоћници дошли на идеју да „шкољке“ праве у деловима и онда их склапају на лицу места. Али и даље нико није имао идеју о томе како их поставити, а да се при удару јаког ветра не сруше. Онда је Уцон једног дана гулећи наранџу дошао до решења. Узео је кору наранџе и исекао на делове и запазио да кад их ређа под различитим угловима добија потпуно нове облике, иако су делови исти. Након тога су архитекте веома брзо разрадиле планове и градња је могла почети. Али јавио се нови проблем, како поставити те делове на толику висину?Направљена је нова дизалица која се прилагођавала облику и висини шкољки. Сви ти проблеми довели су до тога да је цена повећана чак 10 пута. Због несугласица са клијентом Јецон одлази из Аустралије 1966. Екстеријер је завршен према његовим идејама, али ентеријер није. Аустралијска влада је нашла локалне архитекте који нису дорасли изазову. Због тога је Сиднејска опера једна од најлошијих што се тиче акустике. Опера која је завршена 1973. године коштала је 102 милиона долара. Оригинални датум завршетка, одређен од стране владе, био је 26. јануар 1963.
Место на ком данас стоји опера је некада било место на ком се налазило утврђење које је уједно било и складиште. Након конкурса 1957, и рушења складишта 1958, изградња је почела наредне 1959. На конкурсу је победио дански архитекта Јерн Уцон. Након много потешкоћа и веома великих проблема на које су Уцон и његови помоћници наилазили током припрема, изградња је почела. Међутим, на самом почетку јавили су се нови проблеми. Нико до тада није направио ништа слично, те нису могли учити на грешкама других. Један од највећих архитектонских изазова биле су „шкољке“ по којима је Сиднејска опера данас позната у читавом свету. Наиме, за такав изазов био им је потребан потпуно нови начини изградње бетонских делова, јер се до тада већина бетонских делова на лицу места облагала дрвеном оплатом и онда пунила бетоном. За „шкољке“ такав поступак је био незамислив. Тада су Јерн и његови помоћници дошли на идеју да „шкољке“ праве у деловима и онда их склапају на лицу места. Али и даље нико није имао идеју о томе како их поставити, а да се при удару јаког ветра не сруше. Онда је Уцон једног дана гулећи наранџу дошао до решења. Узео је кору наранџе и исекао на делове и запазио да кад их ређа под различитим угловима добија потпуно нове облике, иако су делови исти. Након тога су архитекте веома брзо разрадиле планове и градња је могла почети. Али јавио се нови проблем, како поставити те делове на толику висину?Направљена је нова дизалица која се прилагођавала облику и висини шкољки. Сви ти проблеми довели су до тога да је цена повећана чак 10 пута. Због несугласица са клијентом Јецон одлази из Аустралије 1966. Екстеријер је завршен према његовим идејама, али ентеријер није. Аустралијска влада је нашла локалне архитекте који нису дорасли изазову. Због тога је Сиднејска опера једна од најлошијих што се тиче акустике. Опера која је завршена 1973. године коштала је 102 милиона долара. Оригинални датум завршетка, одређен од стране владе, био је 26. јануар 1963.
Постоје назнаке да ће у рестаурацији Сиднејске опере, бити коришћени Јуцонови нацрти, и да ће бити побољшан и тај део тако да једно од највећих дела 20. века заживи у пуном сјају.

## Дворане и објекти
Сиднејску оперу сачињавају пет позоришних сала, пет студија намењених за извођење проба, две главне дворане, четири ресторана, шест барова као и многобројне продавнице сувенира.
Пет позоришних сала у којима се изводе дела су:
- Концертна дворана са капацитетом од 2,679 места. У њој се налазе величанствене оргуље са више од десет хиљада цеви.
- Оперско позориште са капацитетом од 1,547 места представља главни простор на којем се изводе представе и концерти.
- Драмско позориште прима 544 људи
- Атеље са 318 места
- још једно позориште са 398 места

## Отварање
Сиднејска опера је званично отворена 20. октобра 1973. године од стране Краљице Елизабете II, аустралијске краљице. Отварање, праћено ватрометом и извођењем Бетовенове Девете симфоније су уживо преносили медији.